# 일본 도로교통법
일본의 도로교통법(일본어: 道路交通法, どうろこうつうほう 도로코오쓰호[*])은 1960년 6월 25일 법률 제105호로 제정된 법으로, 1947년에 제정된 도로교통취체법이 1960년에 폐지되어, 시행된 법이다. 제1조의 내용은 "도로에 있어서의 위험을 방지하고,기타 교통의 안전과 원활을 도모 및 도로의 교통에 기인하는 장해의 방지에 이바지하는 것을 목적으로 한다"는 내용으로 되어 있으며, 약칭은 도교법(道交法)이다.

## 구성
- 제1장 : 총칙
- 제2장 : 보행자의 통행방법
- 제3장 : 차량 및 노면전차의 통행방법
- 제4장 : 운전자 및 사용자의 의무
- 제4장의 2 : 고속자동차국도 등에 있어서 자동차의 교통방법 등의 특례
- 제5장 : 도로의 사용 등
- 제6장 : 자동차 및 원동기부자전거의 운전면허
- 제6장의 2 : 강습
- 제6장의 3 : 교통사고조사분석센터
- 제6장의 4 : 교통의 안전과 원활하게 이바지하기 위한 민간의 조직 활동 등의 촉진
- 제7장 : 잡칙
- 제8장 : 벌칙
- 제9장 : 반칙 행위에 관한 처리 수속의 특례
- 부칙
- 별표

## 주된 개정
일부는 시행일. 도로교통법 시행령, 도로교통법시행규칙 등 하위법령의 개정을 포함.
- 1960년 12월 20일
  - 도로교통취체법(쇼와 22년(1947년) 법률 제130호)가 폐지되어, 도로교통법이 시행되었다.
- 1963년 7월 14일
  - 메이신 고속도로의 개통에 맞춰서 고속도로에 적용되는 특별 룰의 정비.
- 1964년 9월 1일
  - 도로교통에 관한 제네바 조약에의 가맹에 맞추어 대개정.
    - 도로중앙을 추월 등을 위해서 열어 두는 킵 레프트(reserve left)의 원칙을 일반도에도 도입.
    - 차종마다 통행 차선을 나누고 있었던 차량통행 구분대를 폐지하고, 차량통행대로 한다.
    - 우선도로의 도입.
    - "특수자동차"구분이 폐지되어, "대형특수자동차" 및 "소형특수자동차"구분이 신설된다.
- 1965년 9월 1일
  - 고속도로에 있어서 자동이륜차의 헬멧 착용 의무화와 2인 승차의 금지.
  - 경자동차 구분 폐지.
- 1968년 7월 1일
  - 교통반칙통고제도의 도입
- 1970년 8월 20일
  - 음주운전에 대한 벌칙이 부활.
  - 대형자동차에 관한 승차 정원이 11명 이상으로 바뀌어, 마이크로버스가 대형자동차 취급이 된다.(6개월 간의 경과조치가 있었다)
  - "이륜의 자전거"의 보도통행을 도로표지에 의한 지정을 조건에 인정하고, 자전거도의 정의를 신설.
- 1972년 10월 1일
  - 초심운전자 표식(새잎 마크)의 도입.
- 1975년 10월 1일
  - 자동이륜차의 한정제도 도입.(중형자동이륜 한정 및 소형자동이륜 한정)
- 1978년 12월 1일
  - 자동이륜차 헬멧착용 의무화(일반도로, 고속도로 불문).
  - 폭주족 대책으로서 공동위험행위의 금지규정 도입.
  - 보도통행이 인정을 받는 자전거를 보통자전거로 정의하고, 보도통행의 방법을 규정.
- 1985년
  - 2월 15일
    - 마이크로카를 원동기부자전거에서 보통자동차로 구분변경.

  - 9월 1일
    - 안전띠 착용의 의무화.(고속도로만)
- 1986년
  - 1월 1일
    - 3차선 이상의 도로에 있어서의 원동기부자전거에 2단계 우회전(훅턴)의 의무화.

  - 7월 5일
    - 원동기부자전거의 헬멧착용 의무화
- 1991년 11월 1일
  - 보통자동차면허에, 기정의 코스로서의 "AT차 한정" 도입.
- 1992년 11월 1일
  - "중속차"구분의 폐지(자동차의 일반도로등에서의 법정 최고속도제한이 일률 60km/h인 것).
- 1994년 5월 10일
  - 5년이상 무사고·무위반의 우량운전자에 한하여 면허갱신기간의 연장.(3년 →5년. 일본 국내에서 소위 골드면허로 불린다)
- 1996년 6월 1일
  - "자동이륜차"구분을 폐지하고, "대형자동이륜차" 및 "보통자동이륜차"구분을 신설.
- 1997년 10월 30일
  - 고령운전자 표식(단풍 마크)의 도입.
- 1999년 11월 1일
  - 운전중 휴대전화의 사용이 금지.
- 2000년
  - 4월 1일
    - 6세 미만의 유아에게 대한 차일드 시트의 의무화.

  - 10월 1일
    - 경자동차, 자동이륜차의 고속도로에서의 법정 최고속도제한의 변경.(80km/h→100km/h)
- 2002년 6월 1일
  - 음주운전, 사망사고 등 악질·위험한 위반의 벌칙강화.
  - 면허증의 유효기간을 원칙변경(3년→5년).
  - 고령자강습, 고령자 마크에 관한 연령변경(75세→70세).
  - 신체장해자 표식(사엽 마크)의 도입.
  - 자동차운전대행업자의 의무를 규정화[2]
- 2004년 11월 1일
  - 주행중의 휴대전화 등의 사용 벌칙 강화[3]
  - 소음운전, 소음기(머플러) 불비차량 등의 벌칙 강화.
  - 음주검사 거부의 벌칙강화.
  - 폭주족 등에 의한 공동 위험행위의 적발 간소화.
  - 국민보호법에 있어서 정해진 무력공격 사태 등에 있어서의 교통규제의 규정.
- 2005년
  - 4월 1일
    - 자동이륜차의 고속도로에서의 2인승차 해금.(운전자에게 조건 있음)

  - 6월 1일
    - 대형자동이륜차면허 및 보통자동이륜차면허(소형한정 포함한다)에, 기정의 코스로서의 "AT차 한정" 도입.
- 2006년 6월 1일
  - 주차 위반 단속을 민간위탁·방치위반금 제도의 도입. 주차감시원이 주차위반의 단속을 하게 되었다. 또, 위반금의 납부는 운전자가 지불을 거부했을 경우, 차의 소유자가 지불하지 않으면 안 된다.
- 2007년
  - 6월 2일
    - "보통 자동차" 및 "대형자동차"의 구분을, "보통 자동차", "중형자동차" 및 "대형자동차"에 재검토.

## 같이 보기
- 도로교통법
- 일본 도로운송차량법
- 교통안전대책기본법, 교통안전
- 자동차 운전 과실치사상죄
- 위험운전 치사상죄
- 일본의 자동차 운전면허
- 운전면허 시험장